# Arbitrage de griefs en droit québécois
Pour un article plus général, voir Arbitrage de griefs.
En droit québécois, l'arbitrage de griefs est une méthode de résolution de conflits dont la fonction est de trancher les litiges concernant l'interprétation ou l'application d'une convention collective. 
La loi conférant les pouvoirs à l'arbitre de grief et édictant les règles de l'arbitrage est le Code du travail. La convention collective prescrit aussi généralement ses propres règles d'arbitrage que l'arbitre de grief doit respecter.

## Définition de grief
Le grief est défini à l'art. 1. f) du Code du travail : « grief : toute mésentente relative à l’interprétation ou à l’application d’une convention collective; ».
À l'art. 102 Ct, il est question des mésententes autres que les griefs. Si les parties ont défini la mésentente comme pouvant être traitée comme un grief, alors ce sera traité selon la procédure de grief ; dans le cas contraire, la mésentente ne peut pas être la cause d'une grève ou d'un lock-out, elle va demeurer entre les parties jusqu'à la prochaine négociation.
Le Code du travail prévoit aussi des griefs assimilés, c'est-à-dire des litiges que la loi considère comme des griefs. À titre d'exemples, l'art. 100.10 C.t. exige que les mésententes relatives au maintien des conditions de travail de l'art. 59 soient soumises à la procédure de grief ; d'autre part, l'art. 110.1 al.2 C.t. assimile à des griefs les litiges sur le droit des travailleurs à recouvrer leur emploi à la fin d'une grève ou d'un lock-out de préférence à toute personne. À l'art. 227 de la Loi sur la santé et la sécurité du travail, le travailleur qui fait l'objet d'une sanction motivée par son exercice d'un droit en vertu de la a la possibilité de recourir à la procédure de grief.

## Parties à l'arbitrage de griefs
Les seules parties à l'arbitrage sont l'association accréditée et l'employeur, d'après l'art. 100 C.t.. Donc le salarié n'est pas une partie, il ne peut pas aller personnellement en arbitrage. Tout ce qu'il peut faire est de saisir son syndicat du problème, sauf si la convention collective prévoit exceptionnellement la possibilité de discuter directement avec l'employeur.
Lorsqu'un salarié saisit le syndicat, le syndicat a tout de même un devoir de représentation juste et loyale. Il appartient au syndicat de porter le grief en arbitrage.  Il est tenu d'agir de façon juste et loyale, d'après l'art. 47.2 C.t.  et l'arrêt Noël c. Société d'énergie de la Baie James.

## Choix de l'arbitre
D'après les articles 74 C.t. et 100 C.t., l'arbitre est bien choisi par les deux parties , soit le syndicat et l'employeur, de la manière prévue à la convention collective, ou bien désigné par le Ministre du travail du Québec à partir de la liste d'arbitres prévue à l'article 77 du Code du travail. À son second alinéa, cet article précise que : 

« Un arbitre nommé d’office est choisi sur une liste dressée annuellement par le ministre après consultation du Comité consultatif du travail et de la main-d’œuvre visé à l’article 12.1 de la Loi sur le ministère du Travail (chapitre M-32.2). Le ministre peut, de la même manière, modifier la liste en cours d’année. »

Dans la convention collective, on met une clause de procédure d’arbitrage de grief dans la convention collective qui dit comment les parties vont s’entendre. La clause peut donner le nom de l'arbitre. En cas de silence de la convention collective, cela est déféré à un arbitre choisi par les parties. Si les parties n'arrivent pas à s'entendre, le ministre en choisit dans sa liste .
L'article 100 al.3 C.t. prévoit qu'en cas d'incompatibilité entre la convention et la section III du Code du travail, la section III prévaut.
Les parties peuvent décider d'adjoindre des assesseurs, d'après l'art. 100.1.1 C.t. 

## Compétence exclusive de l'arbitre de griefs
L'art. 100 C.t. prévoit que « tout grief doit être soumis à l'arbitrage [...] ». Donc dès qu'il y a un grief, c'est l'arbitre de grief qui a compétence pour recevoir le grief.  
Dans l'arrêt Weber c. Ontario Hydro, la Cour suprême a conclu que l'arbitre de droit du travail a une compétence exclusive pour accorder les réparations en vertu de la convention collective. Par conséquent, un employé ne peut pas intenter une action en justice lorsqu'il a la possibilité de soumettre un grief à l'arbitre.
La Cour suprême formule un critère au paragraphe 52 de l'arrêt Weber pour aider les tribunaux à déterminer si un litige relève de la compétence exclusive de l'arbitre. : «  Il s'agit, dans chaque cas, de savoir si le litige, dans son essence, relève de l'interprétation, de l'application, de l'administration ou de l'inexécution de la convention collective ».
A contrario, si le litige avec l'employeur concerne quelque chose qui n'a rien à voir avec le contenu de la convention collective, par exemple la diffamation ou la protection des renseignements personnels, les tribunaux de droit commun peuvent juger qu'ils peuvent entendre la cause.

## Décision de l'arbitre
La sentence arbitrale doit être a) motivée b) rendue par écrit et c) signée par l'arbitre.
La sentence arbitrale est sans appel et elle lie les parties et tout salarié.
Il peut y avoir un contrôle judiciaire de la sentence arbitrale lorsque les conditions de l'article 139 C.t. sont remplies, c'est-à-dire qu'il doit y avoir une véritable question de compétence. L'article 139 est une clause privative qui vise à protéger la compétence de l'arbitre dans l'exercice de ses fonctions. L'article 140 est quant à lui une clause de renfort car il prévoit la possibilité pour un juge d'appel de casser sommairement un jugement de première instance qui aurait fait un usage injustifié du pouvoir de révision judiciaire.

## Rémunération de l'arbitre
L'article 2 du Règlement de la rémunération des arbitres prévoit (en 2022) que lorsqu'il est nommé par le ministre, «  l’arbitre a droit à des honoraires de 240 $ pour chaque heure d’une séance d’arbitrage, pour chaque heure de délibéré avec les assesseurs et, sous réserve de l’article 4, pour chaque heure de délibéré et de rédaction de la sentence. Il a droit, pour chaque journée d’audience, à une rémunération minimale équivalant à 3 heures d’honoraires au taux fixé par le premier alinéa ».
Les articles 11, 12 et 13 de ce règlement prévoient que lorsque l'arbitre est nommé par les parties (et non par le ministre), l'arbitre peut facturer un montant différent de 240 $ de l'heure.